# Goliat (rodzaj)
Goliat (Goliathus) – rodzaj chrząszczy z rodziny poświętnikowatych, podrodziny kruszczycowatych i plemienia Goliathini.
U największego przedstawiciela rodzaju, G. goliatus, imago osiąga 110 mm długości ciała i jest jednym z najcięższych chrząszczy oraz jednym z najmasywniejszych owadów zdolnych do lotu. Największe larwy z tego rodzaju dochodzą do 130 mm długości i przekraczają masę 100 gramów, będąc jednymi z najmasywniejszych przedstawicieli gromady owadów.
Rodzaj ten opisany został w 1801 roku Jean-Baptiste’a Lamarcka. Należy do niego 5 opisanych gatunków:
- Goliathus albosignatus Boheman, 1857
- Goliathus cacicus (Olivier, 1789)
- Goliathus regius Klug, 1835
- Goliathus goliatus (Linnaeus, 1771)
- Goliathus orientalis Moser, 1909

Ponadto znany jest mieszaniec między G. cacicus i G. regius określany jako Goliathus ×atlas